# Ginsheimer Altrhein
Ginsheimer Altrhein este o arie protejată (arie specială de conservare — SAC, sit de importanță comunitară — SCI) din Germania întinsă pe o suprafață de 76,77 ha, integral pe uscat.

## Localizare
Centrul sitului Ginsheimer Altrhein este situat la coordonatele 49°57′46″N 8°20′46″E / 49.9628°N 8.3461°E.

## Înființare
Situl Ginsheimer Altrhein a fost declarat sit de importanță comunitară în noiembrie 2004 pentru a proteja 2 specii de animale. Situl a fost protejat și ca arie specială de conservare în martie 2008.

## Biodiversitate
Situată în ecoregiunea continentală, aria protejată conține 3 habitate naturale: Cursuri de apă de la nivel de câmpie la nivel montan, cu vegetație Ranunculion fluitantis și Callitricho-Batrachion, Râuri cu maluri nămoloase cu vegetație de Chenopodion rubri p.p. și Bidention p.p., Păduri aluvionare cu Alnus glutinosa și Fraxinus excelsior (Alno-Padion, Alnion incanae, Salicion albae).
La baza desemnării sitului se află mai multe specii protejate de  pești (2): avat (Aspius aspius), Cobitis taenia Complex.